# Еквівалентна доза банана

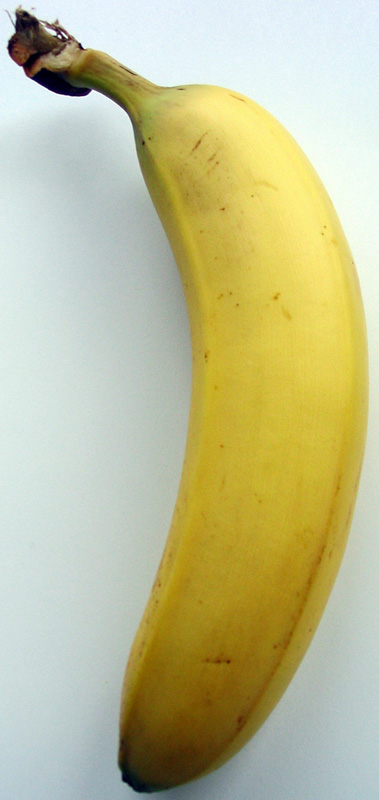
Банан має природну радіоактивність за рахунок наявності в ньому калію-40

Банановий еквівалент — ілюстративна міра природньої радіоактивності типового банану масою 150 г, чи міра ефективної поглиненої дози при його вживанні. Міра активності радіоактивного джерела, та ефективної дози визначається шляхом визначення кількості калію-40 в банані, який зазвичай існує в природній пропорції до стабільного калію-39.
Багато харчових продуктів від природи радіоактивні через калій-40, який входить до їх складу. В грамі природного калію відбувається в середньому 32 розпади калію-40 за секунду (32 бекерелі, або 865 пікокюрі).
Банановий еквівалент визначається як активність речовини, що вводиться в організм при з'їданні одного банана. Витоки радіоактивних матеріалів на ядерних електростанціях найчастіше вимірюються в крихітних одиницях, таких як пікокюрі (однієї трильйонної частки кюрі). Порівняння цієї активності з активністю радіоізотопів, що містяться в банані, дозволяє інтуїтивно оцінити ступінь ризику таких витоків. Але через різні дозові коефіцієнти радіоактивних ізотопів, таке порівняння є непридатним для оцінки справжнього рівня ризику.
Середній банан містить близько 0,42 грама калію. Радіоізотопи, які містяться в бананах, мають активність 3520 пікокюрі на кілограм ваги (130 Бк/кг) або приблизно 520 пікокюрі (19 Бк) в 150-грамовому банані. Еквівалентна доза в 365 бананах (один банан в день протягом року) складає 3,6 мілібер або 36 мікрозіверт.
Радіоактивність бананів неодноразово викликала хибні спрацювання детекторів іонізуючої радіації, що використовуються для запобігання незаконного ввезення радіоактивних матеріалів у США.

## Порівняння з аварією на АЕС Трі-Майл-Айленд
Після аварії на АЕС Трі-Майл-Айленд, комісією з ядерного регулювання США був виявлений радіоактивний йод в молоці місцевих корів у кількості 20 пікокюрі на літр. Ця радіоактивність значно менша, ніж у звичайному банані. Стакан такого молока містив всього 1/75 бананового еквівалента.

## Природна радіоактивність їжі
Всі натуральні продукти містять невелику кількість радіоактивних ізотопів. Середня людина через їжу отримує дозу радіації близько 40 мілібер за рік, що складає понад 10 % сумарної річної дози.
Деякі продукти мають природний рівень радіації вище середнього. Серед них картопля, боби, горіхи і насіння соняшнику. Порівняно високий рівень спостерігається у бразильському горіхові (внаслідок підвищеного вмісту радіоактивних нуклідів 40K, 226Ra, 228Ra), радіоактивність якого може досягати 12000 пікокюрі на кілограм і вище (450 Бк/кг і вище).

## Гомеостатичнезаперечення
Згідно з деякими джерелами, з'їдений банан не підвищує рівня радіації в організмі, оскільки надлишковий калій, отриманий з банана, призводить до виводу з організму еквівалентної кількості ізотопу в процесі метаболізму.
Загальна кількість калію в організмі людини оцінюється у 2,5 грама на кілограм маси тіла або 175 грамів в 70 кг людині. Така кількість калію має активність порядку 4-5 тисяч Бк (ще близько 3 тисячі Бк — від ізотопу вуглецю-14).